# توماس غوتييريس علياء
توماس غوتييريس علياء (بالإسبانية: Tomás Gutiérrez Alea )‏ (و. 1928 – 1996 م) هو مخرج أفلام، وكاتب سيناريو من كوبا، ولد في هافانا، بدأ مشواره المهني سنة 1947، توفي في هافانا، عن عمر يناهز 68 عاماً.

## التعليم
تعلم في المركز التجريبي للتصوير السينمائي ‏.

## جوائز
حصل على جوائز منها:
- زمالة غوغنهايم.

## وصلات خارجية
- توماس غوتييريس علياء على موقع IMDb (الإنجليزية)
- توماس غوتييريس علياء على موقع الموسوعة البريطانية (الإنجليزية)
- توماس غوتييريس علياء على موقع ألو سيني (الفرنسية)
- توماس غوتييريس علياء على موقع أول موفي (الإنجليزية)
- توماس غوتييريس علياء على موقع قاعدة بيانات الأفلام السويدية (السويدية)
- توماس غوتييريس علياء على موقع قاعدة بيانات الفيلم (الإنجليزية)
- توماس غوتييريس علياء على موقع كينوبويسك (الروسية)